# Spaniocerca minor
Spaniocerca minor är en bäcksländeart som beskrevs av Douglas E. Kimmins 1938. Spaniocerca minor ingår i släktet Spaniocerca och familjen Notonemouridae. Inga underarter finns listade i Catalogue of Life.